# Sixième circonscription des Français établis hors de France
La sixième circonscription des Français établis hors de France est l'une des onze circonscriptions législatives des Français établis hors de France. Créée en 2010 à la faveur d'un redécoupage, elle comprend la Suisse et le Liechtenstein, pour une population de 155 743 Français inscrits sur les registres consulaires. Au 31 décembre 2022, ils étaient 173'720. La Suisse est le pays qui accueille la plus grande communauté inscrite au registre. Cette circonscription, la plus petite en superficie hors de France, compte 10 % des Français de l'étranger.

## Étendue territoriale
La sixième circonscription des Français établis hors de France recouvre les pays suivants (le registre consulaire est commun aux deux pays) :
| Pays                    | inscrits sur le registre consulaire | inscrits sur la liste électorale consulaire | %       |
| ----------------------- | ----------------------------------- | ------------------------------------------- | ------- |
| Suisse et Liechtenstein | 174 820                             | 149 821                                     | 85.70 % |

- Au 31 décembre 2011: 155 743 personnes ayant la citoyenneté française sont inscrites au registre[3].
- Au 31 décembre 2016: 179 597 personnes sont inscrites au registre dont 148 143 au consulat à Genève et 31 600 au consulat à Zurich.
- Au 31 décembre 2021: 174 820 personnes[1] sont inscrites au registre.

## Députés
| Législature | Début de mandat | Fin de mandat   | Député élu           | Parti | Parti          | Suppléant            |
| ----------- | --------------- | --------------- | -------------------- | ----- | -------------- | -------------------- |
| XIVe        | 20 juin 2012    | 20 juin 2017    | Claudine Schmid      |       | UMP, LR        | Sébastien Brack      |
| XVe         | 21 juin 2017    | 21 juin 2022    | Joachim Son-Forget   |       | LREM, REC, DVD | Hélène Manesse       |
| XVIe        | 22 juin 2022    | 09 juin 2024    | Marc Ferracci        |       | LREM           | Marie-Ange Rousselot |
| XVIIe       | 7 juillet 2024  | 21 octobre 2024 | Marc Ferracci        |       | Renaissance    | Marie-Ange Rousselot |
| XVIIe       | 22 octobre 2024 | en cours        | Marie-Ange Rousselot |       | Renaissance    | -                    |

## Résultats électoraux

### Élections législatives de 2024
| Candidat                 | Candidat                 | Parti et coalition       | Nuance                   | Premier tour | Premier tour | Second tour | Second tour |
| Candidat                 | Candidat                 | Parti et coalition       | Nuance                   | Voix         | %            | Voix        | %           |
| ------------------------ | ------------------------ | ------------------------ | ------------------------ | ------------ | ------------ | ----------- | ----------- |
|                          | Marc Ferracci            | RE (ENS)                 | ENS                      | 25 590       | 40,54        | 34 771      | 59,48       |
|                          | Halima Delimi            | PS (NFP)                 | UG                       | 19 446       | 30,81        | 23 687      | 40,52       |
|                          | Déborah Merceron         | RN                       | RN                       | 9 158        | 14,51        |             |             |
|                          | Olivier Corticchiato     | LR                       | LR                       | 4 172        | 6,61         |             |             |
|                          | Jacques de Causans       | EEE                      | DVC                      | 1 888        | 2,99         |             |             |
|                          | Philippe Tissot          | REC                      | REC                      | 949          | 1,50         |             |             |
|                          | Marie-Julie Jacquemot    | Volt                     | DVG                      | 651          | 1,03         |             |             |
|                          | Arnaud Dorthé            | DNM                      | DIV                      | 627          | 0,99         |             |             |
|                          | Céline Von Auw           | Équinoxe                 | ECO                      | 419          | 0,66         |             |             |
|                          | Michèle Selles Lefranc   | LRDG                     | RDG                      | 222          | 0,35         |             |             |
|                          |                          |                          |                          |              |              |             |             |
| Votes valides            | Votes valides            | Votes valides            | Votes valides            | 63 122       | 98,94        | 58 458      | 92,35       |
| Votes blancs             | Votes blancs             | Votes blancs             | Votes blancs             | 588          | 0,92         | 4 740       | 7,49        |
| Votes nuls               | Votes nuls               | Votes nuls               | Votes nuls               | 88           | 0,14         | 99          | 0,16        |
| Total                    | Total                    | Total                    | Total                    | 63 798       | 100          | 63 297      | 100         |
| Abstention               | Abstention               | Abstention               | Abstention               | 95 948       | 60,06        | 96 436      | 60,37       |
| Inscrits / participation | Inscrits / participation | Inscrits / participation | Inscrits / participation | 159 746      | 39,51        | 159 733     | 39,63       |

### Élections législatives de 2022
Député sortant : Joachim Son-Forget (divers droite,), élu en 2017 sous l'étiquette LREM avant de rejoindre le parti Reconquête en 2022, dont il s'éloigne après la défaite d'Éric Zemmour à la présidentielle.
| Candidat                 | Candidat                 | Parti et coalition       | Nuance                   | Premier tour | Premier tour | Second tour | Second tour |
| Candidat                 | Candidat                 | Parti et coalition       | Nuance                   | Voix         | %            | Voix        | %           |
| ------------------------ | ------------------------ | ------------------------ | ------------------------ | ------------ | ------------ | ----------- | ----------- |
|                          | Marc Ferracci,           | LREM (ENS)               | ENS                      | 12 233       | 36,49        | 23 441      | 64,97       |
|                          | Magali Mangin            | LFI (NUPES)              | NUP                      | 6 798        | 20,28        | 12 638      | 35,03       |
|                          | Roxane Corbran           | UCE (ÉMP)                | DVC                      | 2 988        | 8,91         |             |             |
|                          | Régine Mazloum-Martin,   | LR (UDC)                 | LR                       | 2 866        | 8,55         |             |             |
|                          | Philippe Tissot          | REC                      | REC                      | 2 210        | 6,59         |             |             |
|                          | Guillaume Grosso         | PRG                      | DVG                      | 2 017        | 6,02         |             |             |
|                          | Joachim Son-Forget*      | SE                       | DVD                      | 1 503        | 4,48         |             |             |
|                          | Chantal Rusail           | RN                       | RN                       | 1 297        | 3,87         |             |             |
|                          | Jérôme Dumarty           | PA                       | DIV                      | 427          | 1,27         |             |             |
|                          | Ernest Priarollo         | PRT                      | DVD                      | 357          | 1,06         |             |             |
|                          | Michèle Sellès Lefranc   | LRDG (FGR)               | DVG                      | 336          | 1,00         |             |             |
|                          | Arnaud Dorthe            | ER2022 (CRIC)            | REG                      | 261          | 0,78         |             |             |
|                          | Danielle Mengue          | LMR                      | DVD                      | 155          | 0,46         |             |             |
|                          | Jean-Philippe Clavel     | SE                       | DIV                      | 66           | 0,20         |             |             |
|                          | Olivier Bernard          | SE                       | DIV                      | 13           | 0,04         |             |             |
|                          |                          |                          |                          |              |              |             |             |
| Votes valides            | Votes valides            | Votes valides            | Votes valides            | 33 527       | 98,89        | 36 079      | 94,61       |
| Votes blancs             | Votes blancs             | Votes blancs             | Votes blancs             | 337          | 0,99         | 1 973       | 5,17        |
| Votes nuls               | Votes nuls               | Votes nuls               | Votes nuls               | 39           | 0,12         | 84          | 0,22        |
| Total                    | Total                    | Total                    | Total                    | 33 903       | 100          | 38 136      | 100         |
| Abstention               | Abstention               | Abstention               | Abstention               | 115 918      | 77,37        | 111 941     | 74,59       |
| Inscrits / participation | Inscrits / participation | Inscrits / participation | Inscrits / participation | 149 821      | 22,63        | 150 077     | 25,41       |

### Élections législatives de 2017
Député sortant : Claudine Schmid (LR)
|                  | Joachim Son-Forget    | REM             | 16 273  | 63,55  | 17 460  | 74,94  |  |  |  |  |  |
|                  | Claudine Schmid*      | LR - UDI        | 4 036   | 15,76  | 5 838   | 25,06  |  |  |  |  |  |
|                  | Jean Rossiaud         | EELV - PS - DEC | 2 037   | 7,96   |         |        |  |  |  |  |  |
|                  | Emmanuelle Boudet     | FI              | 1 404   | 5,48   |         |        |  |  |  |  |  |
|                  | Jean-Claude Marchand  | FN              | 741     | 2,89   |         |        |  |  |  |  |  |
|                  | Geneviève Marion      | PCD             | 383     | 1,50   |         |        |  |  |  |  |  |
|                  | Vincent Souchaud      | UPR             | 224     | 0,87   |         |        |  |  |  |  |  |
|                  | Joseph Kuszli         | PSDE            | 131     | 0,51   |         |        |  |  |  |  |  |
|                  | Martine Lerond        | FPR             | 111     | 0,43   |         |        |  |  |  |  |  |
|                  | Tie Watanabe          | PP              | 70      | 0,27   |         |        |  |  |  |  |  |
|                  | Fabienne Lefebvre     | PCF             | 68      | 0,27   |         |        |  |  |  |  |  |
|                  | Pierre Augustin       | #MaVoix         | 56      | 0,22   |         |        |  |  |  |  |  |
|                  | Ernesto Priarollo     | PRT             | 51      | 0,20   |         |        |  |  |  |  |  |
|                  | Odile Leperre-Verrier | PRG - GE        | 20      | 0,08   |         |        |  |  |  |  |  |
|                  |                       |                 |         |        |         |        |  |  |  |  |  |
| Inscrits         | Inscrits              | Inscrits        | 127 486 | 100,00 | 127 470 | 100,00 |  |  |  |  |  |
| Abstentions      | Abstentions           | Abstentions     | 101 742 | 79,81  | 103 525 | 81,22  |  |  |  |  |  |
| Votants          | Votants               | Votants         | 25 744  | 20,19  | 23 945  | 18,78  |  |  |  |  |  |
| Blancs           | Blancs                | Blancs          | 47      | 0,18   | 521     |        |  |  |  |  |  |
| Nuls             | Nuls                  | Nuls            | 92      | 0,36   | 126     |        |  |  |  |  |  |
| Exprimés         | Exprimés              | Exprimés        | 25 605  | 99,46  | 23 298  | 97,30  |  |  |  |  |  |
| * député sortant |                       |                 |         |        |         |        |  |  |  |  |  |

Au premier tour, Joachim Son-Forget, le candidat de La République en marche, a récolté 63,21 % des voix. Il devance largement la députée sortante des Républicains Claudine Schmid, qui obtient 15,68 %. En troisième position, arrive le candidat d'Europe Écologie Les Verts, Jean Rossiaud, avec 7,91 % des suffrages. Joachim Son-Forget a obtenu 62,76 % des suffrages en Suisse romande et 68 % au Tessin.

### Élections législatives de 2012
| Candidat       | Candidat                      | Parti          | Premier tour | Premier tour | Second tour | Second tour |
| Candidat       | Candidat                      | Parti          | Voix         | %            | Voix        | %           |
| -------------- | ----------------------------- | -------------- | ------------ | ------------ | ----------- | ----------- |
|                | Claudine Schmid               | UMP            | 7 925        | 34,20        | 13 525      | 57,54       |
|                | Nicole Castioni               | PS             | 6 276        | 27,09        | 9 982       | 42,46       |
|                | Ximena Kaiser Morris          | EELV           | 1 280        | 5,52         |             |             |
|                | Christiane Floquet            | FN             | 1 223        | 5,28         |             |             |
|                | Micheline Spoerri             | DVD            | 1 151        | 4,97         |             |             |
|                | Didier Salavert               | AL             | 1 106        | 4,77         |             |             |
|                | Magali Orsini                 | FG             | 900          | 3,88         |             |             |
|                | Marie-Françoise de Tassigny   | PRV            | 867          | 3,74         |             |             |
|                | Bernard Garcia                | MoDem          | 625          | 2,70         |             |             |
|                | Serge-Cyril Vinet             | DVD            | 517          | 2,24         |             |             |
|                | Joseph Kuszli                 | PSDE           | 248          | 1,07         |             |             |
|                | Romain Devouassoux            | PP             | 245          | 1,06         |             |             |
|                | Gérard Andrieux               | DVD            | 223          | 0,96         |             |             |
|                | Nicolas Miguet                | RCF            | 214          | 0,92         |             |             |
|                | Leila Barki                   | PRG-GE         | 113          | 0,49         |             |             |
|                | Christian Robert              | DVD            | 85           | 0,37         |             |             |
|                | Odile Mojon                   | SP             | 75           | 0,32         |             |             |
|                | Pierre-Jean Duvivier dit Sage | DVD            | 71           | 0,31         |             |             |
|                | Didier Tailliez               | RIC            | 19           | 0,08         |             |             |
|                | Guy Broustine                 |                | 5            | 0,02         |             |             |
|                | Sébastien Jacques             | PCI            | 1            | 0,00         |             |             |
|                |                               |                |              |              |             |             |
| Inscrits       | Inscrits                      | Inscrits       | 106 835      | 100,00       | 106 689     | 100,00      |
| Abstentions    | Abstentions                   | Abstentions    | 83 300       | 78,07        | 82 817      | 77,62       |
| Votants        | Votants                       | Votants        | 23 395       | 21,93        | 23 872      | 22,38       |
| Blancs et nuls | Blancs et nuls                | Blancs et nuls | 225          | 0,96         | 365         | 1,53        |
| Exprimés       | Exprimés                      | Exprimés       | 23 170       | 99,04        | 23 507      | 98,47       |

### Élection présidentielle française de 2022
| 1er tour                         | Candidats        | Candidats        | Candidats      | Candidats      | Candidats       | Candidats       | Candidats     | Candidats     | Candidats     | Candidats     | Candidats    | Candidats    | Candidats          | Candidats          | Candidats    | Candidats    | Candidats     | Candidats     | Candidats        | Candidats        | Candidats       | Candidats       | Candidats             | Candidats             |
| 1er tour                         | Nathalie Arthaud | Nathalie Arthaud | Fabien Roussel | Fabien Roussel | Emmanuel Macron | Emmanuel Macron | Jean Lassalle | Jean Lassalle | Marine Le Pen | Marine Le Pen | Éric Zemmour | Éric Zemmour | Jean-Luc Mélenchon | Jean-Luc Mélenchon | Anne Hidalgo | Anne Hidalgo | Yannick Jadot | Yannick Jadot | Valérie Pécresse | Valérie Pécresse | Philippe Poutou | Philippe Poutou | Nicolas Dupont-Aignan | Nicolas Dupont-Aignan |
| Circonscriptions                 | Nb.              | %                | Nb.            | %              | Nb.             | %               | Nb.           | %             | Nb.           | %             | Nb.          | %            | Nb.                | %                  | Nb.          | %            | Nb.           | %             | Nb.              | %                | Nb.             | %               | Nb.                   | %                     |
| -------------------------------- | ---------------- | ---------------- | -------------- | -------------- | --------------- | --------------- | ------------- | ------------- | ------------- | ------------- | ------------ | ------------ | ------------------ | ------------------ | ------------ | ------------ | ------------- | ------------- | ---------------- | ---------------- | --------------- | --------------- | --------------------- | --------------------- |
|                                  |                  |                  |                |                |                 |                 |               |               |               |               |              |              |                    |                    |              |              |               |               |                  |                  |                 |                 |                       |                       |
| Circonscription +0 000 000 0006, | 194              | 0,30             | 353            | 0,54           | 29 659          | 45,73           | 1 094         | 1,69          | 4 611         | 7,11          | 5 456        | 8,41         | 11 690             | 18,02              | 1 328        | 2,05         | 5 464         | 8,42          | 3 099            | 4,78             | 540             | 0,83            | 1 370                 | 2,11                  |
| Total hors de France             | 1 300            | 0,09             | 3 266          | 0,65           | 244 957         | 45,09           | 5 964         | 1,20          | 26 380        | 5,29          | 43 252       | 8,67         | 109 394            | 21,92              | 12 489       | 2,50         | 40 774        | 8,17          | 20 956           | 4,20             | 3 145           | 0,63            | 7 074                 | 1,42                  |

|                                  |       |       |        |       |  |  |  |  |  |
| Circonscription +0 000 000 0006, | 11379 | 17.40 | 54032  | 82.60 |  |  |  |  |  |
| Total hors de France             | 73830 | 13.86 | 458874 | 86.14 |  |  |  |  |  |

### Élection présidentielle française de 2017
| 1er tour             | Candidats             | Candidats             | Candidats     | Candidats     | Candidats       | Candidats       | Candidats    | Candidats    | Candidats        | Candidats        | Candidats       | Candidats       | Candidats         | Candidats         | Candidats     | Candidats     | Candidats          | Candidats          | Candidats           | Candidats           | Candidats       | Candidats       |
| 1er tour             | Nicolas Dupont-Aignan | Nicolas Dupont-Aignan | Marine Le Pen | Marine Le Pen | Emmanuel Macron | Emmanuel Macron | Benoît Hamon | Benoît Hamon | Nathalie Arthaud | Nathalie Arthaud | Philippe Poutou | Philippe Poutou | Jacques Cheminade | Jacques Cheminade | Jean Lassalle | Jean Lassalle | Jean-Luc Mélenchon | Jean-Luc Mélenchon | François Asselineau | François Asselineau | François Fillon | François Fillon |
| Circonscription      | Nb.                   | %                     | Nb.           | %             | Nb.             | %               | Nb.          | %            | Nb.              | %                | Nb.             | %               | Nb.               | %                 | Nb.           | %             | Nb.                | %                  | Nb.                 | %                   | Nb.             | %               |
| -------------------- | --------------------- | --------------------- | ------------- | ------------- | --------------- | --------------- | ------------ | ------------ | ---------------- | ---------------- | --------------- | --------------- | ----------------- | ----------------- | ------------- | ------------- | ------------------ | ------------------ | ------------------- | ------------------- | --------------- | --------------- |
|                      |                       |                       |               |               |                 |                 |              |              |                  |                  |                 |                 |                   |                   |               |               |                    |                    |                     |                     |                 |                 |
| Circonscription 6    | 1 598                 | 2,43                  | 5 318         | 8,08          | 22 846          | 34,71           | 3 854        | 5,86         | 162              | 0,25             | 559             | 0,85            | 172               | 0,26              | 369           | 0,56          | 9 921              | 15,07              | 782                 | 1,19                | 20 242          | 30,75           |
|                      |                       |                       |               |               |                 |                 |              |              |                  |                  |                 |                 |                   |                   |               |               |                    |                    |                     |                     |                 |                 |
| Total hors de France | 8 837                 | 1,59                  | 35 926        | 6,48          | 223 879         | 40,40           | 38 092       | 6,87         | 1 312            | 0,24             | 3 414           | 0,62            | 1 030             | 0,19              | 2 530         | 0,46          | 87 692             | 15,83              | 5 578               | 1,01                | 145 829         | 26,32           |

| 2e tour                          | Candidats     | Candidats     | Candidats       | Candidats       | Candidats |
| 2e tour                          | Marine Le Pen | Marine Le Pen | Emmanuel Macron | Emmanuel Macron |           |
| Circonscription                  | Nb.           | %             | Nb.             | %               |           |
| -------------------------------- | ------------- | ------------- | --------------- | --------------- | --------- |
|                                  |               |               |                 |                 |           |
| Circonscription +0 000 000 0006, | 9 275         | 14,49         | 54 720          | 85,51           |           |
|                                  |               |               |                 |                 |           |
| Total hors de France             | 59 415        | 10,69         | 496 344         | 89,31           |           |